# Ranunculus sarasinorum
Ranunculus sarasinorum är en ranunkelväxtart som beskrevs av Otto Warburg och Hj. Eichl.. Ranunculus sarasinorum ingår i släktet ranunkler, och familjen ranunkelväxter. Inga underarter finns listade i Catalogue of Life.